# Марча (Валча)
Марча (рум. Marcea) насеље је у Румунији у округу Валча у општини Јонешти. Oпштина се налази на надморској висини од 185 m.

## Становништво
Према подацима из 2002. године у насељу је живело 499 становника, од којих су сви румунске националности.